# Panta (periodico)
Panta è una rivista fondata nel 1990 da Alain Elkann, Elisabetta Rasy, Elisabetta Sgarbi e Pier Vittorio Tondelli (il cui ruolo dopo la morte viene preso da Jay McInerney); la rivista procede per numeri monografici. Il nome è stato inventato da Alberto Moravia per associazione con la rivista inglese Granta ed è pubblicata da Bompiani.

## Numeri della rivista
- 1990
  - 1. La paura, a cura di Pier Vittorio Tondelli ISBN 88-452-1506-7
  - 2. Il denaro, con scritti di Aldo Busi e altri ISBN 88-452-1567-9
  - 3. Mesi, con scritti di Edoardo Albinati e altri ISBN 88-452-1668-3
- 1991
  - 4. Sesso, con scritti di Martin Amis e altri ISBN 88-452-1740-X
  - 5. Frontiere, con scritti di Rosalind Belben e altri ISBN 88-452-1783-3
  - 6. Miracoli, con scritti di Fulvio Abbate e altri ISBN 88-452-1838-4
- 1992
  - 7. Crimini, con scritti di Peter Bichsel e altri ISBN 88-452-1852-X
  - 8. La follia, con scritti di Paul Auster e altri ISBN 88-452-1917-8
  - 9. Pier Vittorio Tondelli, a cura di Fulvio Panzeri ISBN 88-452-1958-5 ISBN 88-452-5140-3
- 1993
  - 10. Politica ISBN 88-452-2030-3
  - 11. La notte, con scritti di Alessandro Bergonzoni e altri ISBN 88-452-2079-6
- 1994
  - 12. Americani, con scritti di Sherman Alexie e altri ISBN 88-452-2130-X
  - 13. Cinema, a cura di Enrico Ghezzi ISBN 88-452-2194-6
- 1996
  - 14. Musica, a cura di Enrico Ghezzi ISBN 88-452-2714-6
- 1997
  - 15. Conversazioni, a cura di Alain Elkann ed Elisabetta Sgarbi ISBN 88-452-2943-2
  - Scrittura creativa. La scrittura creativa raccontata dagli scrittori che la insegnano (I quaderni di Panta n. 1), a cura di Laura Lepri, con scritti di Alessandro Baricco, Carmen Covito, Daniele Del Giudice, Tullio De Mauro, Antonio Franchini, Laura Grimaldi, Carlo Lucarelli, Dacia Maraini, Ian McEwan (intervistato da Enrico Palandri), Jay McInerney (intervistato da Fernanda Pivano), Giulio Mozzi, Amos Oz, Pietro Pedace, Francesco Piccolo, Giuseppe Pontiggia, Lidia Ravera, Tiziano Scarpa, Paolo Soraci, Sandro Veronesi, Dario Voltolini ISBN 88-452-3527-0
- 1998
  - 16. Calcio, a cura di Sandro Veronesi, con scritti di Roddy Doyle, Enrico Ghezzi, Ian Hamilton, Marco Lodoli, Edoardo Nesi e altri ISBN 88-452-2406-6
- 1999
  - Amore in versi, a cura di Andrea Gibellini ISBN 88-452-4001-0
- 2000
- 2001
  - Editoria, a cura di Laura Lepri, Elisabetta Sgarbi e Roberto Di Vanni, con scritti di Mario Baudino, Paul Claudel, José Corti, Gabriele D'Annunzio, William Faulkner, Gaston Gallimard, Hugo von Hofmannsthal, Marcel Proust e altri (soprattutto editori) ISBN 88-452-4401-6 ISBN 978-88-452-6268-5 (Tascabili Bompiani n. 1104)
- 2002
- 2003
  - 21. Filosofia, a cura di Massimo Donà e Roberto Di Vanni, con scritti di Remo Bodei, Achille Bonito Oliva, Massimo Cacciari, Adriana Cavarero, Gianni Celati, Michele Ciliberto, Piero Coda, Umberto Curi, Roberta De Monticelli, Félix Duque, Andrea Emo, Roberto Esposito, Maurizio Ferraris, Bruno Forte, Umberto Galimberti, Aldo Giorgio Gargani, Romano Gasparotti, Enrico Ghezzi, Giulio Giorello, Sergio Givone, Antonio Gnoli, Eugenio Lio, Giacomo Marramao, Jean-Luc Nancy, Salvatore Natoli, Piergiorgio Odifreddi, Mario Perniola, Giovanni Reale, Franco Rella, Pier Aldo Rovatti, Emanuele Severino, Carlo Sini, Corrado Sinigaglia, Gianni Vattimo, Vincenzo Vitiello, Franco Volpi, Italo Zannier, Stefano Zecchi e altri ISBN 88-452-5508-5 ISBN 978-88-452-6267-8 (Tascabili Bompiani n. 1096)
  - Tondelli tour, a cura di Fulvio Panzeri, con scritti di Alberto Arbasino, Renato Barilli, Daria Bignardi, Filippo La Porta e altri ISBN 88-452-5334-1
- 2004
  - 22. Italia fantastica, a cura di Mario Fortunato ed Enrico Palandri ISBN 88-452-1139-8
  - 23. Blob Guglielmi: la letteratura, la televisione, il cinema, a cura di Angelo Guglielmi ed Elisabetta Sgarbi, con scritti di Andrea Camilleri, Enrico Ghezzi, Gianni Riotta e altri ISBN 88-452-3297-2
- 2005
- 2006
  - Emilia fisica, cura di Paolo Nori, con scritti di Piergiorgio Bellocchio, Daniele Benati, Ugo Cornia, Vittorio Sgarbi e altri ISBN 88-452-5783-5
- 2007
- 2008
  - Visioni: tra cinema e letteratura, a cura di Francesco Casetti ed Elisabetta Sgarbi, con scritti di Michael Cunningham, Luca Doninelli, Luciano Emmer, Enrico Ghezzi, Hanif Kureishi, Sandro Veronesi e altri ISBN 978-88-452-5930-2
- 2009
  - Sciascia, a cura di Matteo Collura, su Leonardo Sciascia, con CD letto da Toni Servillo ISBN 978-88-452-6302-6
  - Fedeli e infedeli, a cura di Mario Fortunato e Laura Lepri, numero speciale per gli ottant'anni di attività della Bompiani, con CD ISBN 978-88-452-6393-4
- 2010
  - 29. Decalogo, a cura di Massimo Donà e Raffaella Toffolo, con scritti sui dieci comandamenti di Massimo Cacciari, Giulio Giorello, Alexandre Kojève, Pier Aldo Rovatti, Vito Mancuso, Emanuele Severino, Vincenzo Vitello, Franco Volpi, Slavoj Žižek e altri. ISBN 978-88-452-6462-7
- 2011
- 2012
  - Carmelo Bene, a cura di L. Buoncristiano, con i contributi di : Pietro Acquafredda, Filippo Arriva, Umberto Artioli, Carlo Brusati, Stefania Chinzari, Sergio Colomba, Franco Cuomo, Elena de Angeli, Oreste del Buono, Rodolfo di Giammarco, Luca Doninelli, Giancarlo Dotto, Alain Elkann, Doriano Fasoli, Enrico Fiore, Goffredo Fofi, Piera Fogliani, Enrico Ghezzi, Piergiorgio Giacchè, Gigi Giacobbe, Antonio Gnoli, Maurizio Grande, Giuseppe Grieco, John Francis Lane, Thierry Louras, Antonio Maglio, Curzio Maltese, Jean-Paul Manganaro, Jean-Paul Manganaro, Marco Molendini, Italo Moscati, Emanuela Muzzi, Paolo A. Paganini, Anna Maria Papi, Elio Pirari, Franco Quadri, Paolo Relati, Nicoletta Repaci, Rita Sala, Mario Scialoja, Vittorio Sermonti, Elisabetta Sgarbi, Nicola Signorile, Marco Sorteni, Giuseppe Tarozzi, Sandro Veronesi, Luisa Viglietti, Ugo Volli, Gigi Zazzeri. ISBN 978-88-452-3395-1
- 2013
- 2014
  - Franco Quadri, a cura di Renata M. Molinati, con scritti, tra gli altri, di Eugenio Barba, Renato Barilli, Pippo Delbono, Gillo Dorfles, Aldo Grasso, Sandro Lombardi, Fausto Malcovati, Marco Martinelli, Ermanna Montanari, Gianandrea Piccioli, Oliviero Ponte di Pino, Franco Quadri, Luca Ronconi, Giuliano Scabia e Robert Wilson ISBN 978-8845276620